# Final Destination (Filmreihe)
Final Destination ist ein US-amerikanisches Film-Franchise, das zum Filmgenre Horror-Komödie zählt. Die Filmreihe begann mit der Veröffentlichung des ersten Films Final Destination im Jahr 2000 und umfasst heute sechs Filme.
Grundthema der Reihe ist die Idee, dass der Tod eine unsichtbare, aktiv wirkende Kraft ist, die mittels eines genauen Plans bestimmt, wann Menschen sterben. Zwar kann der Todeszeitpunkt durch übernatürliche Vorahnungen und ein abweichendes Handeln in der Realität umgangen werden, doch ist der Tod dann auf äußerst kreative Weise entschlossen, sein Werk zu vollenden.

## Überblick über die Filme
| Jahr | Deutscher Titel                 | Originaltitel                | Chronologie | Regie                        |
| ---- | ------------------------------- | ---------------------------- | ----------- | ---------------------------- |
| 2000 | Final Destination               | Final Destination            | 2           | James Wong                   |
| 2003 | Final Destination 2             | Final Destination 2          | 3           | David R. Ellis               |
| 2006 | Final Destination 3             | Final Destination 3          | 4           | James Wong                   |
| 2009 | Final Destination 4             | The Final Destination        | 5           | David R. Ellis               |
| 2011 | Final Destination 5             | Final Destination 5          | 1           | Steven Quale                 |
| 2025 | Final Destination 6: Bloodlines | Final Destination Bloodlines | 6           | Zach Lipovsky, Adam B. Stein |

## Kurzhandlung der einzelnen Filme

### Final Destination (2000)
→ Hauptartikel: Final Destination
Die Französisch-Klasse einer High-School reist zu einer Klassenfahrt nach Paris, unter ihnen auch der junge Alex Browning (Devon Sawa). Als sie vom New Yorker John F. Kennedy International Airport mit dem Flug 180 abfliegen wollen, hat Alex plötzlich eine Vision, in der das Flugzeug kurz nach dem Start explodiert. Als sich kleine Details seiner Vision bewahrheiten, gerät Alex in Panik und ruft die Passagiere auf das Flugzeug zu verlassen, woraufhin er, einige seiner Mitschüler und eine Lehrerin des Flugzeugs verwiesen werden, das daraufhin abhebt und kurz nach dem Start explodiert, genau wie Alex es in seiner Vision gesehen hat. Die Überlebenden bleiben schockiert und traumatisiert zurück. Etwa einen Monat nach dem Unglück kommen jedoch mehrere der Überlebenden nacheinander unter mysteriösen Umständen gewaltsam zu Tode, wobei Alex erkennt, dass sie in genau derselben Reihenfolge versterben, wie sie in seiner Vision bei dem Absturz hätten sterben sollen. Der Tod fühlt sich um seine entkommenen Opfer betrogen und ist entschlossen die Liste der Überlebenden abzuarbeiten. Der einzige Hoffnungsschimmer ist, dass die Liste zu enden scheint, sobald alle noch einmal dem Tod entkommen sind.

### Final Destination 2 (2003)
→ Hauptartikel: Final Destination 2
Eines Nachts verfolgt die junge Kimberly Corman (A. J. Cook) im Fernsehen eine Talkshow über das ein Jahr zurückliegende Katastrophenereignis von Flug 180 und die Todesfälle der Überlebenden. In der Sendung mutmaßt ein Gast, dass die Menschen von einer unsichtbaren, bösartigen Kraft umgeben sind – dem Tod – der einen festen Plan für das Ableben der Menschen hat. Diesen Plan habe Alex Browning damals durchkreuzt und der Tod habe daraufhin sich die ihm entgangenen Opfer zurückgeholt. Am nächsten Tag will Kimberly mit ihren Freunden in den Urlaub fahren. Kurz bevor sie auf den Highway fahren, hat Kimberly eine entsetzliche Vision von einer Massenkarambolage, bei der sie, ihre Freunde und einige weitere Menschen ums Leben kommen. Daraufhin hält sie den Verkehr auf und versucht ihre Vision dem Polizei-Officer Thomas Burke (Michael Landes) zu erklären. Kurz darauf kommt es zu der entsetzlichen Karambolage mit zahllosen Toten und ein Sattelschlepper fährt geradewegs in das Auto, in dem Kimberlys Freunde sitzen, sie selbst wird im letzten Moment von Officer Burke zur Seite gerissen. Auf der Polizeiwache offenbart Kimberly den Überlebenden, dass sie genau wie Alex Browning eine Vision hatte, wie sich das Ereignis zuträgt. Zunächst glaubt ihr niemand, doch schon bald sterben mehrere der Überlebenden. Kimberly sucht Clear Rivers (Ali Larter) auf, die einzige Überlebende von Flug 180 und erfährt von der „Liste des Todes“. Allerdings sterben die Überlebenden nicht in der Reihenfolge ihres Todes in der Vision, sondern vielmehr in genau umgekehrter Reihenfolge. Bald offenbart sich, dass die Personen, die in Kimberlys Vision starben, ihrerseits alle dem Tod schon einmal entkommen sind und alle Todesfälle in Zusammenhang mit dem Flug 180 stehen: ihre eigenen Todesfälle wurden verhindert durch das ungeplante Überleben der Personen, die beim Flug 180 hätten sterben sollen. Der Plan des Todes ist durcheinander gebracht, der nun sich von hinten nach vorne vorarbeitet, um die Reihenfolge der Ableben wieder in Ordnung zu bringen.

### Final Destination 3 (2006)
→ Hauptartikel: Final Destination 3
Die High-School-Absolventin Wendy Christensen (Mary Elizabeth Winstead) besucht mit ihrem Freund, ihrer besten Freundin Carrie und deren Freund Kevin (Ryan Merriman) einen Vergnügungspark. Als sie mit der Achterbahn fahren wollen, hat Wendy eine Vision, in der die Bahn entgleist und sie und alle Insassen sterben. Als Wendy panisch wird, wird sie der Achterbahn verwiesen, wobei Kevin bei ihr ist, der wie andere Leute die Bahn verlassen hat. Kurz darauf entgleist die Achterbahn tatsächlich und reißt Wendys Freund, Carrie und andere in den Tod. Nach der Trauerfeier konfrontiert Kevin Wendy mit seinen Recherchen über eine vermeintliche Liste des Todes, wonach, wie er glaubt, er und Wendy noch lange nicht sicher sind. Anfangs glaubt Wendy ihm nicht, doch als andere überlebende Mitinsassen der Achterbahn kurz darauf auf grausame und skurrile Art zu Tode kommen, erkennt sie, dass der Tod tatsächlich nach den Leben der Überlebenden zu trachten scheint.

### Final Destination 4 (2009)
→ Hauptartikel: Final Destination 4
Das Liebespaar Nick O’Bannon (Bobby Campo) und Lori Milligan (Shantel VanSanten) verbringt einen Tag als Zuschauer bei einem Autorennen, zusammen mit ihren Freunden Hunt und Janet. Plötzlich hat Nick eine Vision, bei der es zu einem katastrophalen Unfall kommt, in dessen Folge er, seine Freunde und zahllose Menschen auf der Zuschauertribüne zu Tode kommen. Als Nick in Panik gerät und sie mit einigen weiteren Leuten die Tribüne verlassen, kommt es kurz darauf zu der besagten Katastrophe. Kurz darauf kommen jedoch mehrere Personen aus Nicks Vision gewaltsam zu Tode. Nick und Lori recherchieren und stoßen auf Berichte von einer Liste bzw. Kette des Todes, die man aber unterbrechen könne, sofern man oft genug dem Tod entkommt. Für die beiden beginnt ein Überlebenskampf.

### Final Destination 5 (2011)
→ Hauptartikel: Final Destination 5
Sam Lawton (Nicholas D’Agosto) arbeitet als Koch und ist Mitarbeiter einer Papierfirma. Privat läuft es für ihn weniger gut, da seine Kollegin und Freundin Molly (Emma Bell) sich von ihm trennen will. Gemeinsam nehmen sie an einem Betriebsausflug mit dem Überlandbus teil. Als der Bus schließlich auf einer großen Hängebrücke, die teils wegen Bauarbeiten gesperrt ist, warten muss, hat Sam eine Vision von einem Brückeneinsturz, in der er und alle Passagiere außer Molly sterben. In Panik ruft er die Insassen auf, den Bus zu verlassen, woraufhin er, Molly und einige andere aus dem Bus steigen und kurz darauf der tatsächlich zusammenstürzenden Brücke entkommen. Bei der Trauerfeier wird Sam von einem Gerichtsmediziner angesprochen, der ihn warnt, dass der Tod noch nicht fertig sei. Nur wenig später kommen nacheinander mehrere der Überlebenden der Brückenkatastrophe gewaltsam zu Tode. Der Gerichtsmediziner eröffnet ihnen, dass der Tod nummerisch eine Namensliste abarbeitet, in genau der Reihenfolge, in der man in Sams Vision hätte sterben sollen. Es sei aber möglich die Kette zu durchbrechen, indem man einen anderen Menschen tötet – dessen Lebenszeit könne man dann erhalten. Dies schürt dunkle Gedanken.

### Final Destination 6: Bloodlines (2025)
→ Hauptartikel: Final Destination 6: Bloodlines
Die College-Studentin Stefani Reyes hat eine düstere Vorahnung eines tödlichen Unglücks, das auf ein Bauunglück im Jahr 1968 zurückgeht, bei dem ihre Großmutter Iris Campbell (Jung: Brec Bassinger / Alt: Gabrielle Rose) einst den Tod austrickste. Als kurz darauf mehrere Familienmitglieder auf bizarre Weise ums Leben kommen, wird Stefani klar, dass der Tod zurückgekehrt ist, um das einst Verhinderte nachzuholen. Gemeinsam mit ihrem Bruder Charlie (Teo Briones) versucht sie, den tödlichen Plan zu durchschauen. Unterstützung erhalten sie vom geheimnisvollen William Bludworth, der bereits früher mit dem Schicksal konfrontiert wurde. Doch jeder Versuch, dem Tod zu entkommen, bringt neue Gefahren mit sich.

## Hintergrund
Die Filme haben stets eine in sich abgeschlossene Handlung und sind von den anderen Filmen der Reihe unabhängig, wenngleich sie teils aufeinander verweisen, insbesondere auf den ersten Teil Final Destination mit dem Flug 180. Der zweite Teil baut mit der Figur der Clear Rivers (Ali Larter) jedoch auf dem ersten aktiv auf; während Final Destination 5 am Ende des Films offenbart, dass er ein Prequel zu Final Destination ist.